# 阿爾卡迪伊夫卡 (基輔州)
50°33′25″N 31°52′0″E / 50.55694°N 31.86667°E

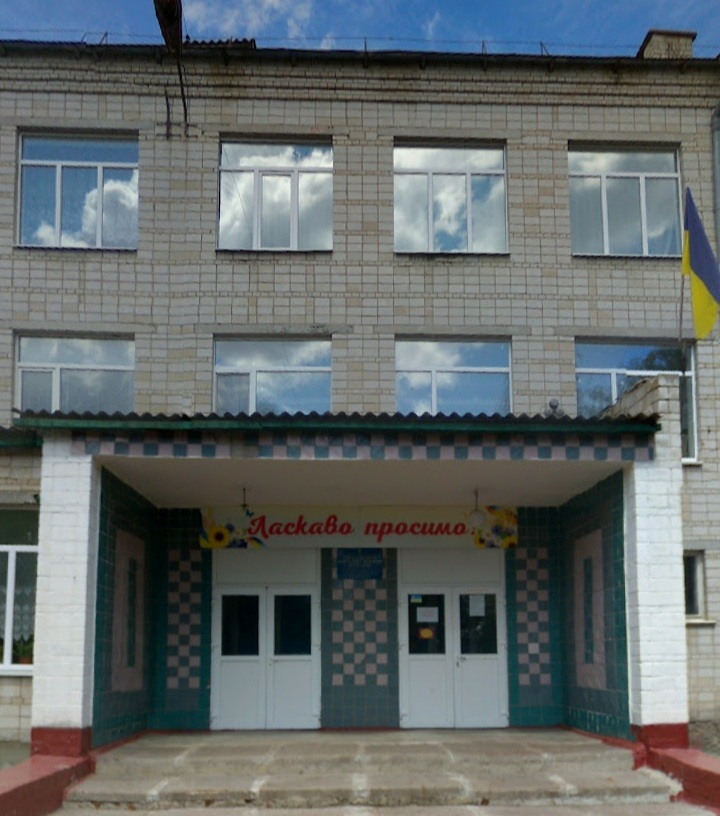
学校

阿爾卡迪伊夫卡（羅馬化：Arkadiivka）是位於烏克蘭北部基辅州布羅瓦雷區茲胡里夫卡市鎮的村莊。該村始建於1839年，面積3.26平方公里，海拔高度127米，人口677，人口密度每平方公里312.5人。